# Nusrat Fateh Ali Khan
Nusrat Fateh Ali Khan  (em urdu:  نصرت فتح علی خان, em panjabi:  ਨੁਸਰਤ ਫਤਹਿ ਅਲੀ ਖ਼ਾਨ; Faiçalabade, Punjabe, 13 de outubro de 1948 – Londres, 16 de agosto de 1997) foi um músico paquistanês que atingiu uma projeção internacional nas décadas de 1980 e 1990 através de colaborações com Michael Brook e Eddie Vedder. Era mestre de qawwali, um estilo musical sufi.
Foi listado na revista Time em 2006 na lista de "Heróis da Ásia".Considerado um dos maiores cantores que já gravaram, tinha uma amplitude vocal de seis oitavas e conseguia cantar com fortíssima intensidade durante várias horas.
Tradicionalmente, o estilo qawwali é um negócio familiar. A família de Nusrat (originária do Afeganistão) tem uma tradição contínua de cantar qawwali durante os últimos 600 anos. Entre outros títulos honoríficos, Nusrat era chamado "Shahenshah-e-Qawwali", que significa "imperador do qawwali".
Nusrat foi o responsável pela evolução moderna do qawwali. Embora certamente não o primeiro a fazê-lo, popularizou a inserção de cantar khyal em qawwali, isto é, solos improvisados durante a música, onde canta sargam - o nome da nota cantado à sua própria altura. Nusrat Fateh Ali Khan também tentou fazer uma mistura de música qawwali com influências mais ocidentais, como a música techno ou trip hop.
Os seus registos discográficos revelam o seu sincretismo com diversos géneros e artistas, entre eles Peter Gabriel. Também gravou as bandas sonoras dos filmes Natural Born Killers (Assassinos Natos), Last Temptation of Christ e Dead Man Walking.
Faleceu em Londres em agosto de 1997, vítima de complicação cardíaca, provavelmente devido à sua obesidade mórbida.

## Discografia
- Dub Qawwali por Gaudi com Nusrat Fateh Ali Khan (2007 - Six Degrees Records)
- Mustt Mustt / Last Prophet com David Bottrill, Michael Brook, Darryl Johnson, Peter Gabriel, Farrukh Fateh Ali Khan, James Pinker, Guo Yue, Robert Ahwai, Dildar Hussain (2004)
- Back to Quawwali (2003)
- Body and Soul (2002)
- Star Rise : Remixes (1998) com Michael Brook
- Night Song (1996) com Michael Brook
- Pakistan : Vocal Art of Sufis, Vol. 1 & Vol. 2 (1994)
- Devotional and Love Songs (1993) - Nusrat Fateh Ali Khan & Party
- Shahbaaz (1991 - CDRW16 sur Real World Records)
- Mustt Mustt (1990 - CDRW15 sur Real World Records)
- Live in India com Farrukh Fateh Ali Khan, Rahmat Ali, Muhajid Mubarak Ali, Dildar Khan, Asad AliKhan, Gulham Fareed, Rahat Ali, Khalid Mehmood, Ilyas Hussein